# Asplenium serratum
Asplenium serratum (tapiria, calahuala o calaguala)  es una especie botánica de helecho perteneciente a la familia de las aspleniáceas. Es una epífita o litófita,  que crece en troncos de árboles, calizas erosionadas y rocosidades.

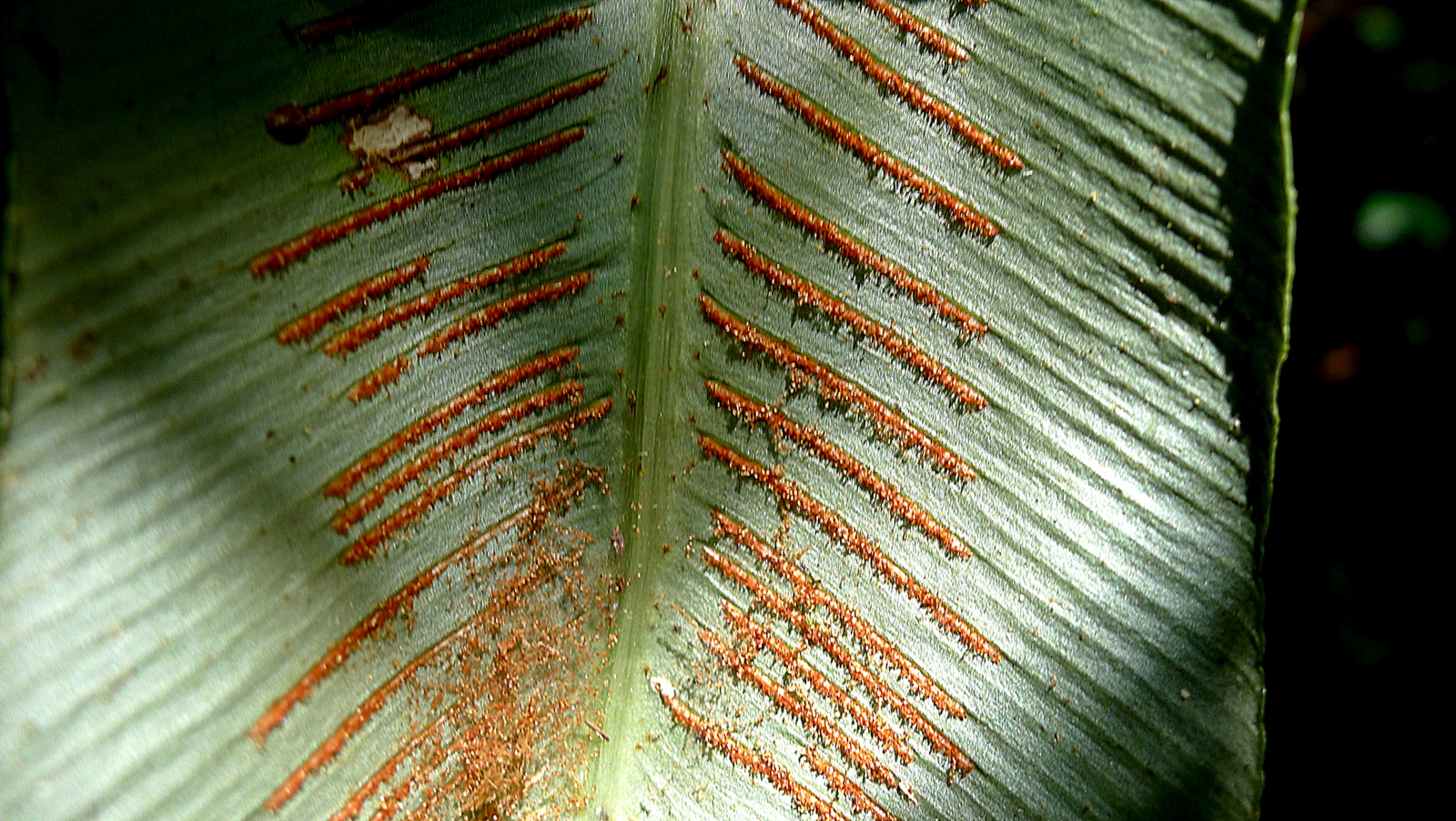
Soros

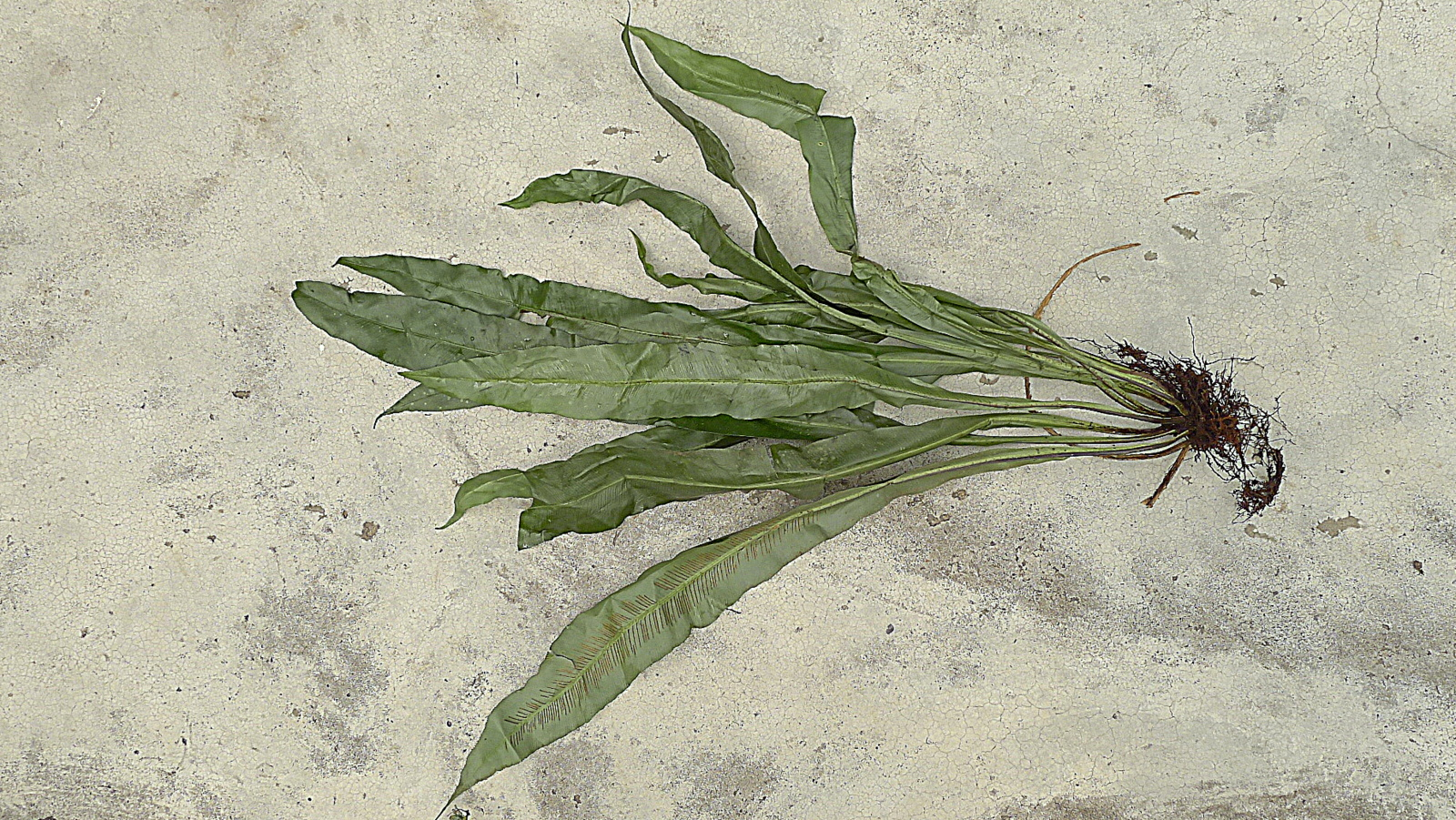
Vista de la planta

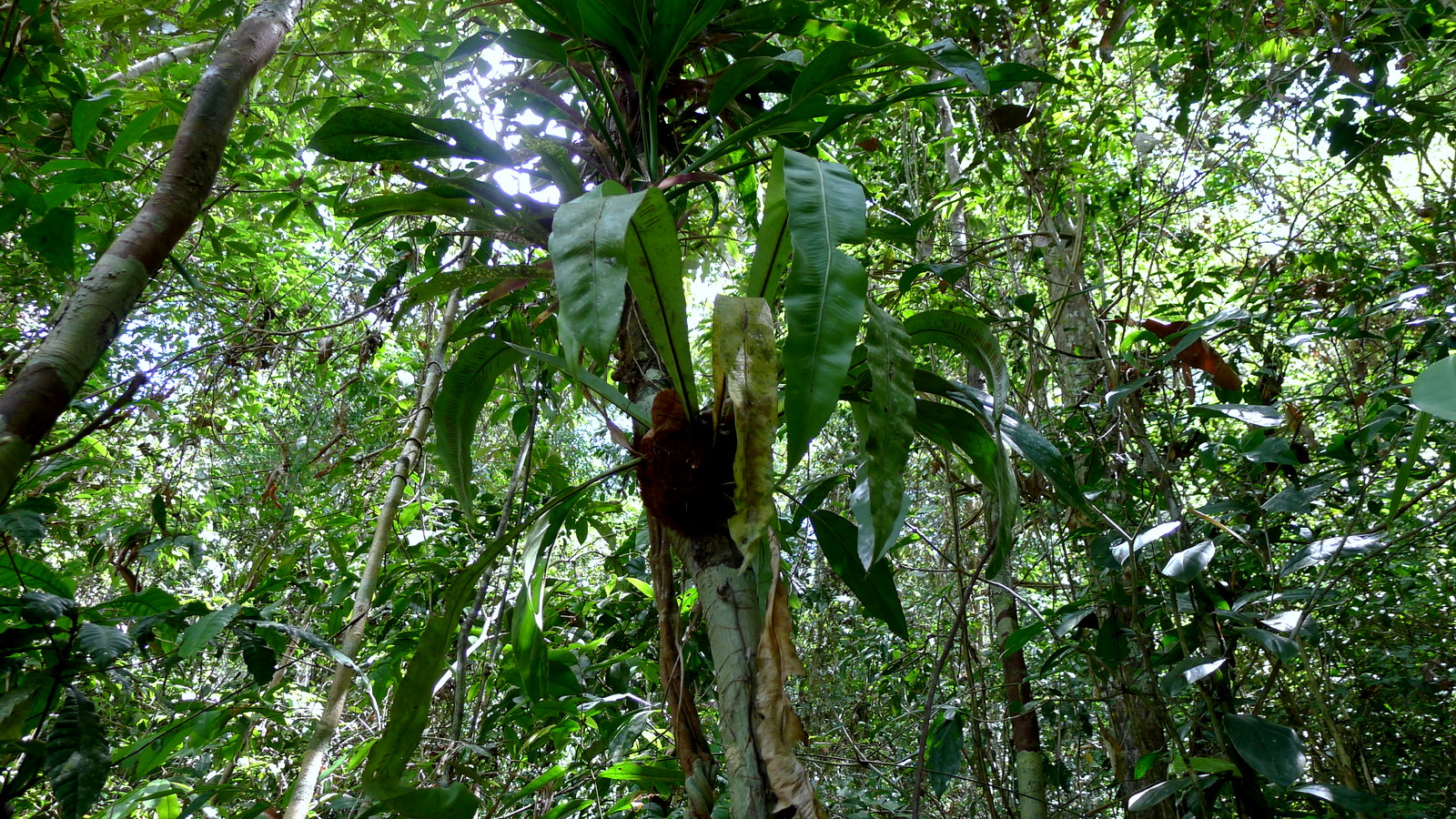
En su hábitat

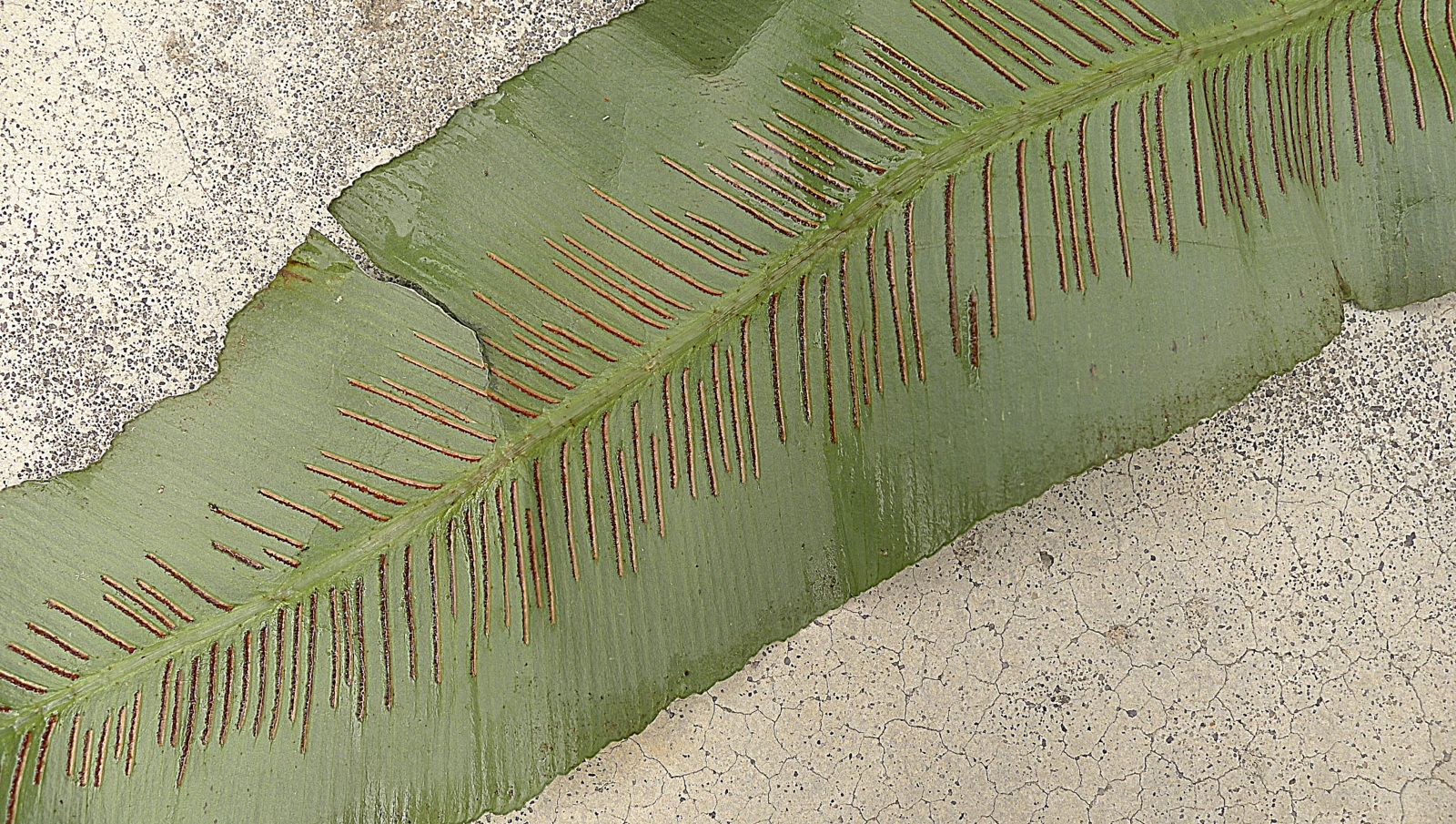
Hoja

## Descripción
Son epífitas o rupícolas; con rizoma de 3-5 o más cm, por lo general densamente cubierto por raíces alambrinas; escamas 5-12 x 0.5-2.5 mm, extendiéndose como escamas ramificadas más cortas hacia la costilla media de la lámina sobre ambas superficies, linear-aciculares, aplanadas o torcidas, clatradas, pardo oscuro o negro, la base auriculada, los márgenes cortamente y distantemente denticuladas; hojas 20-80(-115) x 3.5-14(-16) cm, abiertamente fasciculadas, monomorfas; pecíolo 0-5(-12) cm x 2-6 mm, subterete con el lado adaxial más aplanado, generalmente verde; lámina 20-110 x 3.5-14(-16) cm, simple, linear-oblanceolada, largamente atenuada hacia la base, abruptamente acuminada o aguda hacia el ápice, subcoriácea, verde-grisáceo al secar, ligeramente discolora o no, entera excepto profundamente crenada en hojas fértiles juveniles, los márgenes algo irregulares y subondulados, crenulados o serrado-crenulados, cartilaginosos, el ápice cuspidado o acicular; nérvulos simples o 1-bifurcados cerca de la base, marcadamente paralelos, terminando en hidatodos inconspicuos cerca de los márgenes; soros 5-50 mm, irregulares en longitud pero regulares sobre los nérvulos, desde cerca de la costilla media a escasamente más de 2/3-3/4 de la distancia a los márgenes; indusio de 0.3-0.5 mm de ancho, hialino, verdoso, entero, patente o raramente vuelto hacia atrás en la madurez; esporas pardo claro, bilaterales, la perispora arrugada.

## Distribución
Es nativa de Argentina (Iguazú), Brasil, Perú, Ecuador, Colombia, Belice, Guyana Francesa; Centroamérica, Guatemala, Honduras, República Dominicana; Caribe, Cuba; México,  Estados Unidos (rara en centro y sur de Florida, donde está listada  como especie amenazada.

## Taxonomía
Asplenium serratum fue descrita por Carlos Linneo  y publicado en Species Plantarum 2: 1079. 1753.
Etimología
Ver: Asplenium
serratum: epíteto latino que significa "con hojas de sierra".
Sinonimia
- Asplenium crenulatum J.Presl
- Asplenium integrum Fée
- Asplenium nidus Raddi
- Asplenium schomburgkianum Klotzsch
- Asplenium serratum var. caudatum Rosenst.
- Asplenium subsessile Cav.[14]